# WX Pyxidis
WX Pyxidis är en dubbelstjärna i norra delen av stjärnbilden Kompassen. Den har en högsta skenbar magnitud av ca 16,2 och kräver ett kraftfullt teleskop för att kunna observeras. Baserat på parallax enligt Gaia Data Release 2 på ca 0,6 mas, beräknas den befinna sig på ett avstånd på ca 5 000 ljusår (ca 1 530 parsek) från solen.

## Egenskaper

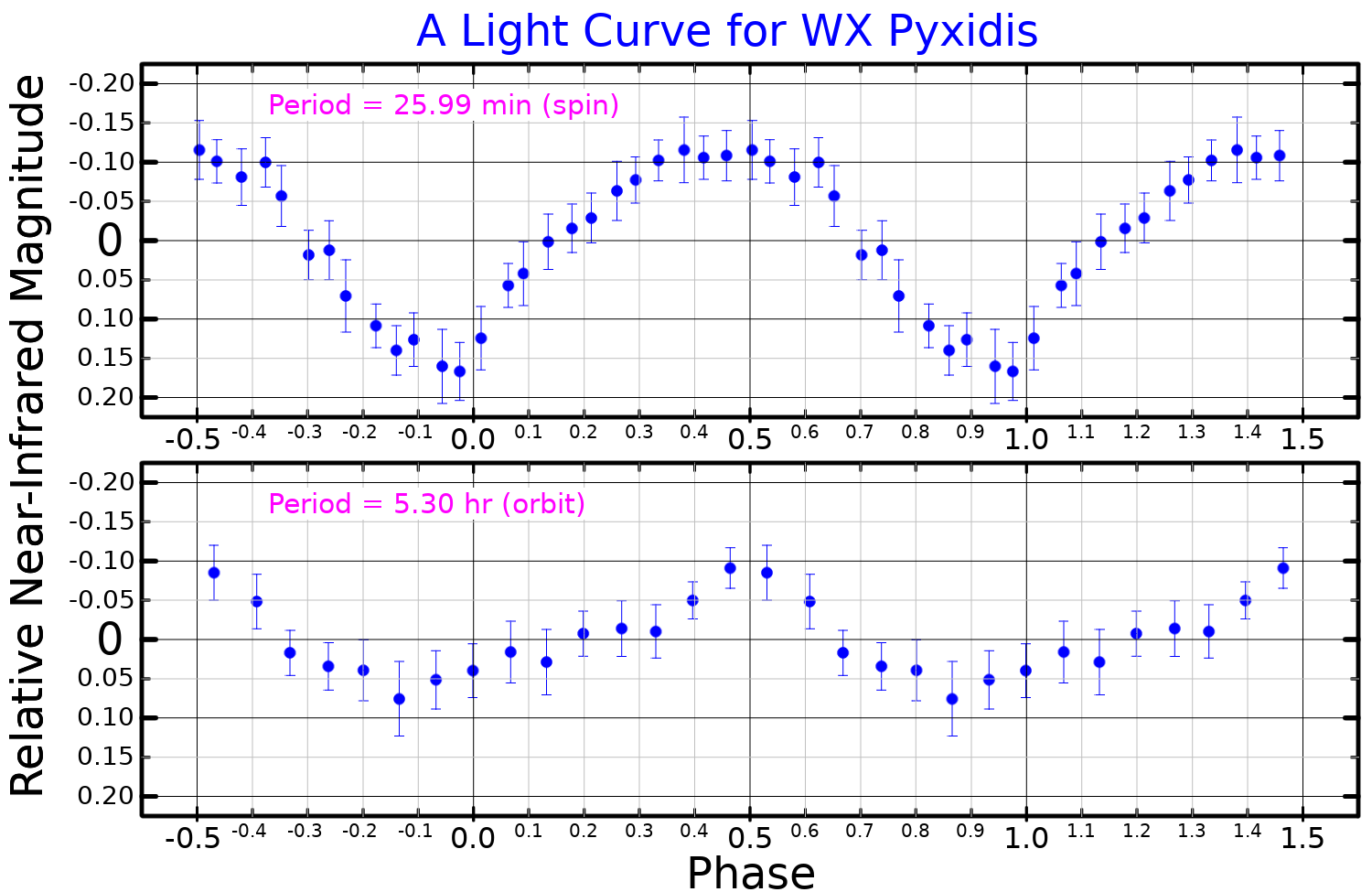
Ljuskurva J-bandet (nära infraröd) för WX Pyxidis, som visar variation över den vita dvärgens rotationsperiod (överst) och omloppsperioden (nederst). Anpassad från Joshi et al. (2011).

WX Pyxidis är en kataklysmisk variabel vars röntgenstrålning upptäcktes 1984, varefter ett visuellt samband söktes. Den klassas som en DQ Herculis-variabel, sammansatt av en vit dvärg och en röd dvärg med en beräknad spektraltyp M2 V i en snäv omloppsbana kring varandra. Den degenererade stjärnans rotation är sådan att den inte uppvisar samma yta mot den andra stjärnan och roterar kring sin axel med en period av 25 minuter. Stjärnorna beräknas ha en omloppsperiod av 5,3 timmar.